# Kerkenkruis

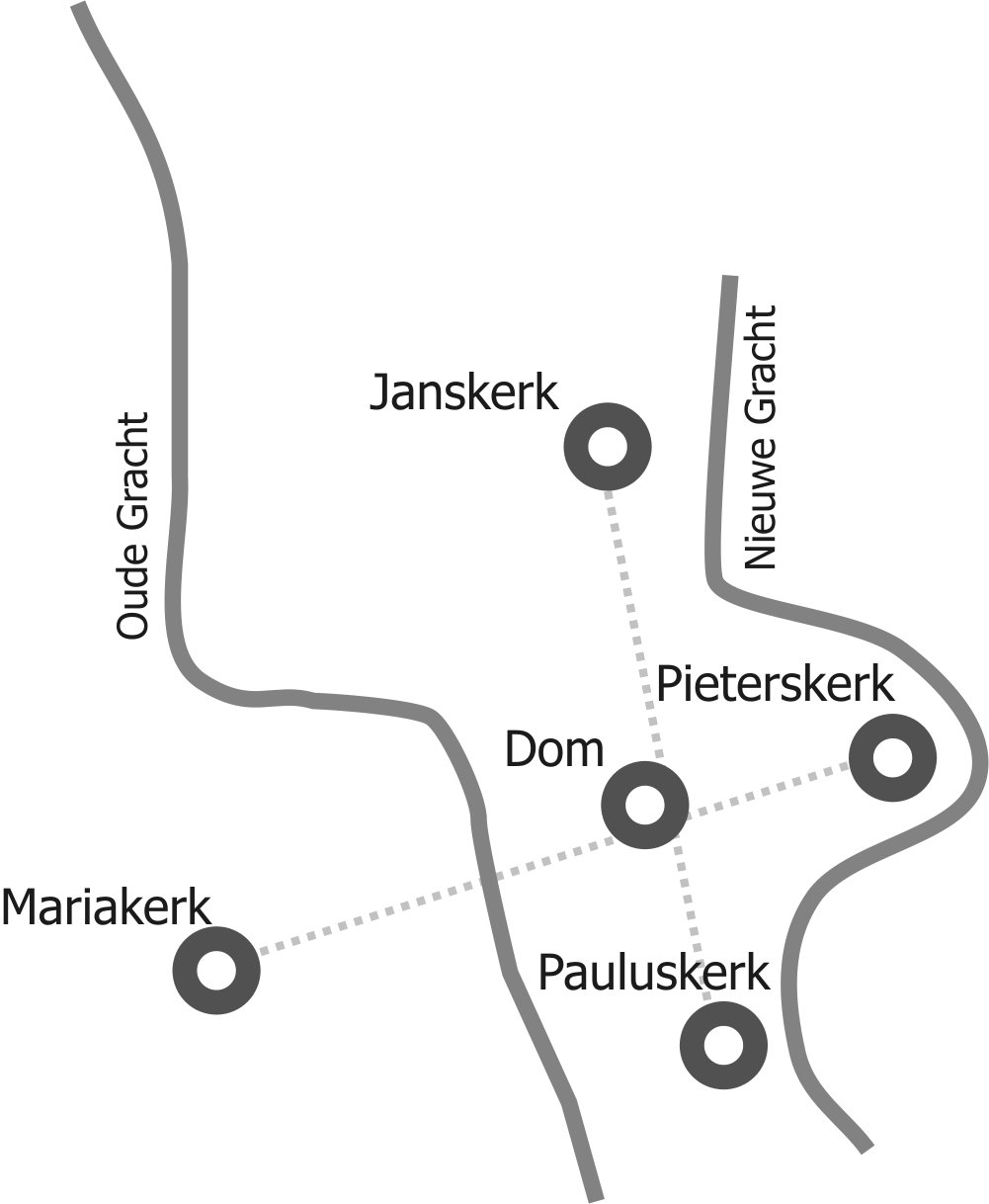
Kerkenkruis w Utrechcie

Kerkenkruis - kościoły w Holandii, które na mapie układają się w krzyż. Znajdują się w Utrechcie. Jedną z tych świątyń jest katedra świętego Marcina (na mapie po prawej jako Dom).